# 奧斯卡最佳人氣電影獎
奥斯卡最佳人氣電影獎（英語：Academy Award for Outstanding Achievement in Popular Film），是於2018年8月8日設立的奧斯卡金像獎獎項。

## 歷史
繼2001年設立最佳動畫片獎後，所新增加的獎項類別。獲得該獎項提名的電影，也具資格獲得最佳影片奖。然而相关奖项未按计划在第91届奥斯卡金像奖上颁奖。
而到了2022年的第94届奥斯卡金像奖，学院宣布举行影迷最爱电影票选活动，选出最受欢迎的电影及五大电影时刻。相关做法再度引起行业人士批评，认为是变相设置人气电影奖。最终《活死人军团》赢得当年的最受欢迎电影；闪电侠使用神速力（正义联盟：扎克·施奈德版）、三代蜘蛛侠集结（蜘蛛侠：英雄无归）、复仇者联手打败灭霸（复仇者联盟：终局之战）、艾菲·怀特演唱《And I Am Telling You I'm Not Going》（夢幻女郎）和尼欧用子弹时间躲避子弹（黑客帝国）成为五大电影时刻。

## 反應
美國电影艺术与科学学院公布增設該獎項後，學院成員認為此舉是自貶身價。

## 外部連結
- 奧斯卡獎官方網站（页面存档备份，存于）（英文）
- 美國電影藝術與科學學會官方網站（页面存档备份，存于）（英文）